# Dürr (azienda)
La Dürr AG è un costruttore primario a livello mondiale di macchine e impianti. Fu fondata nel 1895 a Cannstatt da Paul Dürr (1871–1936) e dal 4 gennaio 1990 quotata in Borsa, al MDAX e al Stoxx 600. Tra i clienti Dürr AG vi sono case automobilistiche. Altre branche della società sono la costruzione di macchine, la chimica, la farmaceutica e dopo la acquisizione della HOMAG Group AG nell'ottobre 2014 la lavorazione del legno. Il registro imprese segna come sede Stoccarda, mentre la sede operativa dal 1º agosto 2009 è spostata a Bietigheim-Bissingen.

## Storia

Paul Dürr Bauflaschnerei 1895

La storia della società inizia nel 1895 con la fondazione di un magnano in Brunnenstraße a Cannstatt da parte di Paul Dürr. Nel 1898 l'attività continua con l'espansione nella abitazione e magazzino sull'angolo della Hofener Straße/Olgastraße a Cannstatt.

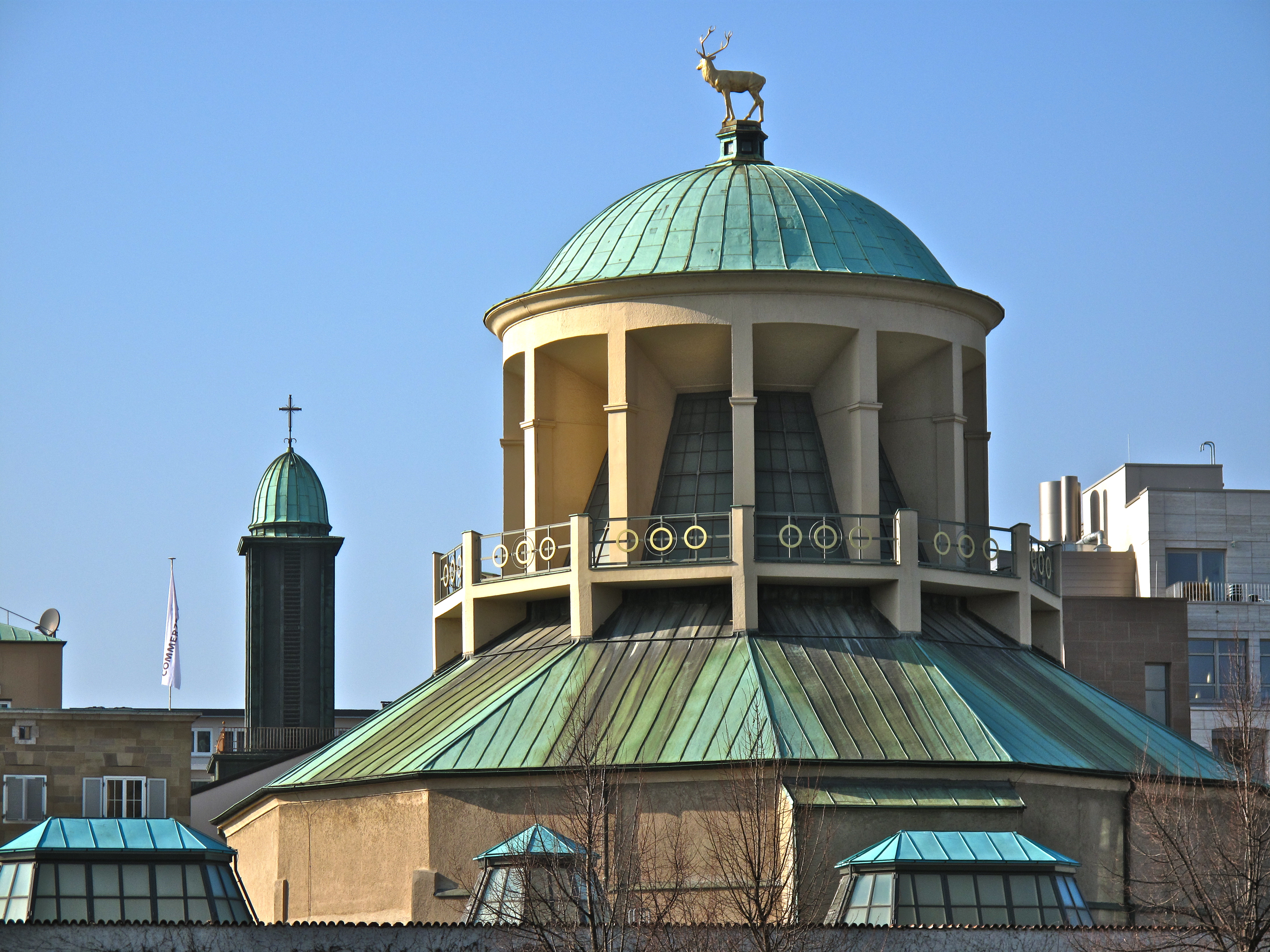
Il tetto della Kunstgebäude a Stoccarda

Per un lavoro sul tetto del Kunstgebäude di Stoccarda nel 1913 l'azienda acquisisce il titolo di Königlich Württembergischer Hofflaschner. Nel 1917 inizia la lavorazione di lamiere e entra nel settore dei trasporti. 

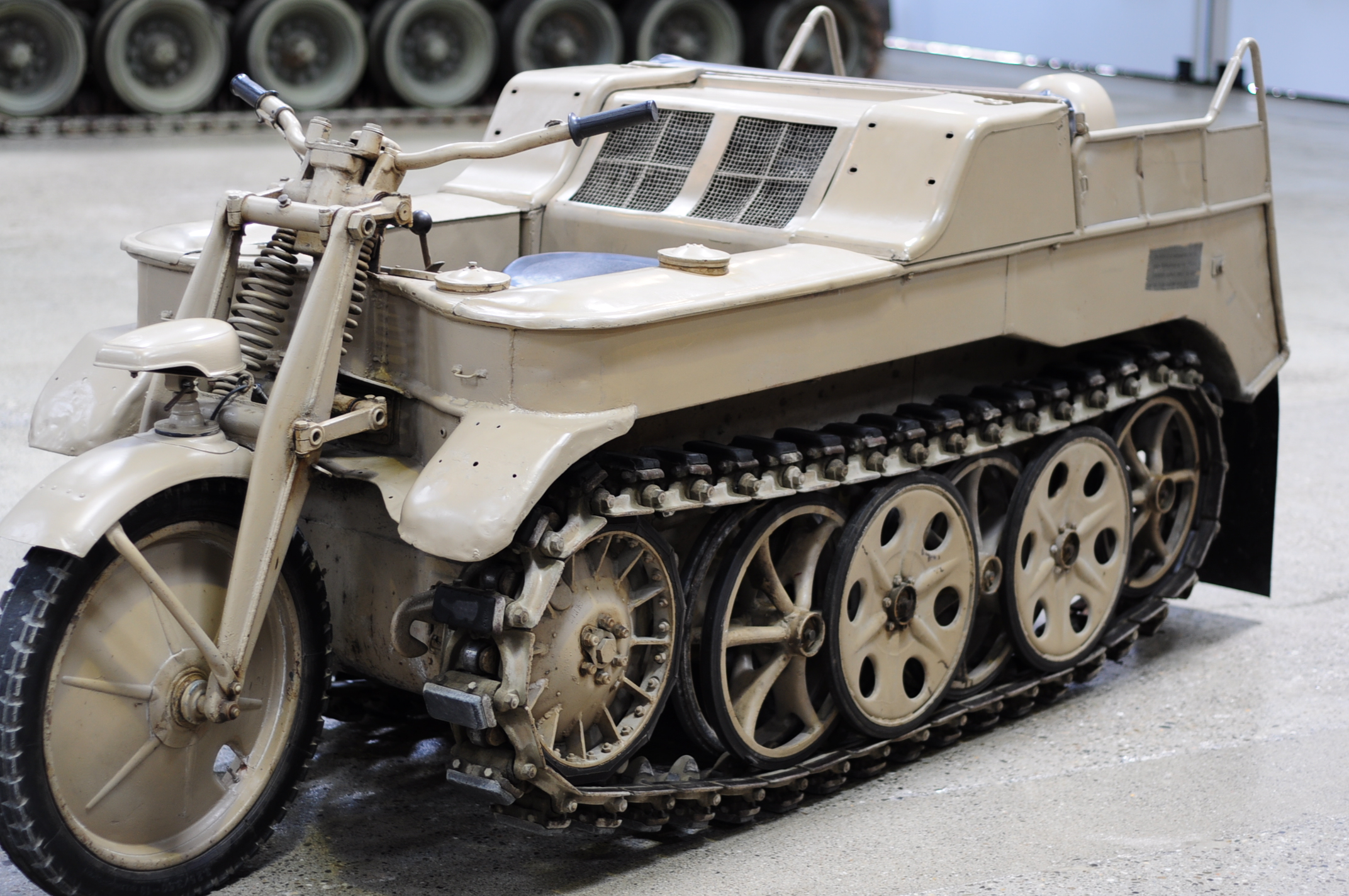
Dürr fornisce durante la guerra i lamierati per la NSU-Sd.Kfz. 2 kleines Kettenkrad.

Nel 1932 Paul Dürr lascia la ditta al figlio Otto Dürr. Nel 1936 viene fondata una seconda fabbrica a Stuttgart-Zuffenhausen. Nel 1938 viene fondato l'ufficio tecnico con la possibilità di fornire lamierati complessi ai clienti. L'attività viene impegnata durante la seconda guerra mondiale per l'armamento. Le lamiere del veicolo cingolato NSU-Kettenkrad portano la firma Dürr. Nel 1943 la sede di Bad Cannstatt viene bombardata.
Negli anni cinquanta viene riaperta un'attività per la protezione superficiale chimica dei materiali. Nel 1963 la Dürr presso la Ford-Werk di Genk insatlla il primo impianto di elettroforesi per smaltatura. Nel 1964 e nel 1966 vengono fondate le società controllate di Brasile e Messico.
Nel 1978 Dürr entra nel ramo automazione e movimentazione materiali. Nel 1989 la società Dürr viene quotata in Borsa e acquisisce il Behr-Gruppe. Nel 1999 la Dürr acquisisce la francese Alstom Automation, e nel 2000 la Carl Schenck. Nel 2003 Dürr acquisisce un ordine per General Motors con tre impianti in nord America.
Nell'estate 2009 la sede viene messa a Bietigheim-Bissingen.
Nel 2011 la sede Dürr è costruita con la massima efficienza energetica.
Dopo 23 anni di guida del consiglio di amministrazione della Dürr AG, Heinz Dürr rassegna le dimissioni nell'aprile 2013. Suo successore è Klaus Eberhardt, già nel consiglio di amministrazione dal 2012.
Nel 2014 Dürr con l'acquisizione di HOMAG Group diventa leader nel settore delle macchine per la lavorazione del legno.
La società è leader a livello mondiale con il 30-60% del mercato competente. Oltre l'80% del fatturato è nel mercato estero. Dürr nel 2014 ha 50 sedi di produzione ed è presente con 93 sedi di servizio in 28 paesi.

## Struttura

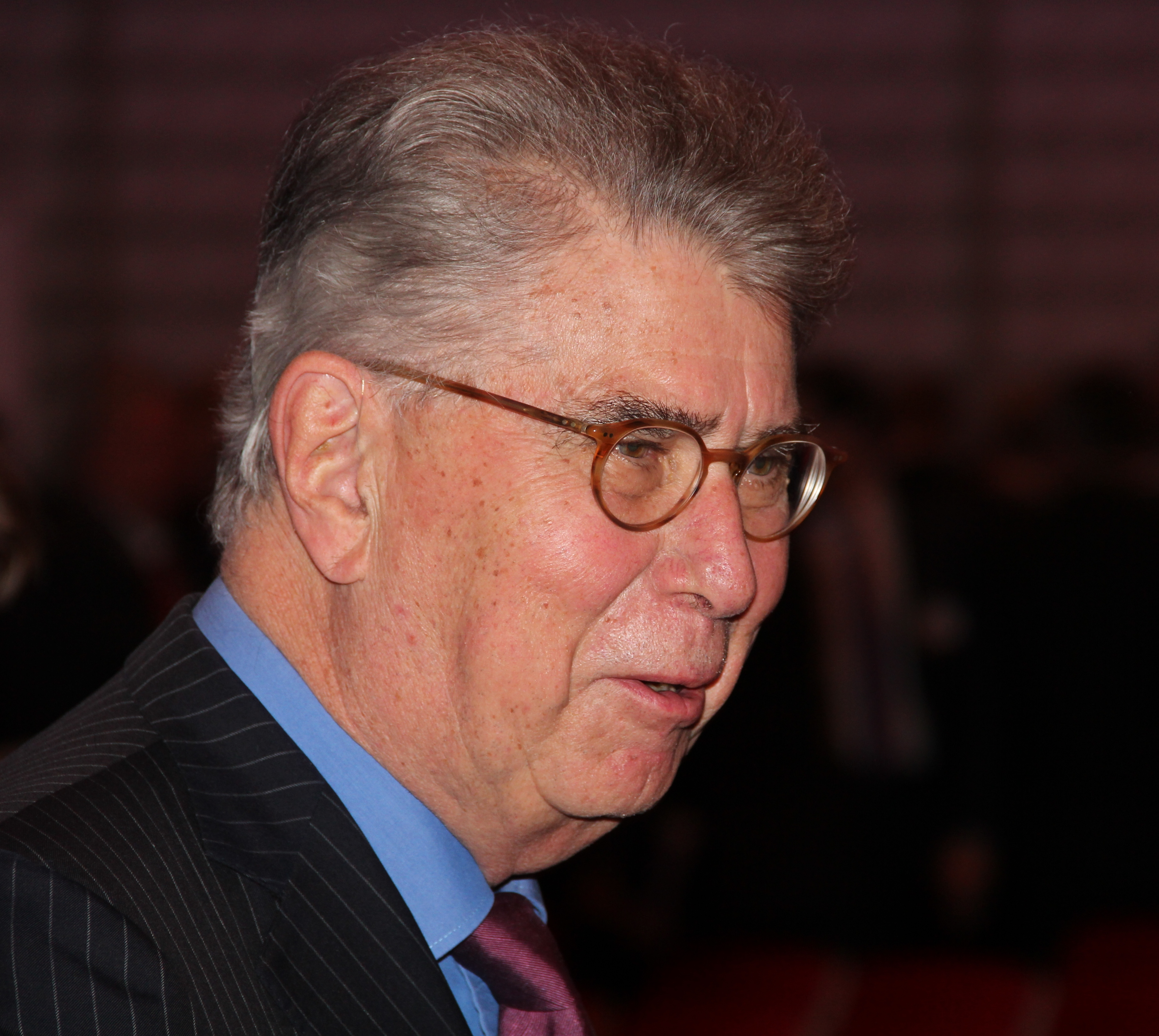
Heinz Dürr nel 2013

| Quota  | Azionista                                        |
| ------ | ------------------------------------------------ |
| 26.2 % | Heinz Dürr GmbH, Berlin                          |
| 70.3 % | Istituzionali e privati (ca. 0,6% Dürr-Vorstand) |
| 3.5 %  | Heinz e Heide Dürr Fondazione                    |

Data: 04/21/2022

## Rami
- Paint and Final Assembly Systems: Verniciatura per cataforesi e montaggi per l'industria automobilistica.
- Application Technology: Robotica per le lavorazioni automotive nella verniciatura e assemblaggio lamiere.
- Measuring and Process Systems: Impianti per la pulizia e la misurazione.
- Clean Technology Systems: Sistemi di pulizia dell'aria di scarico industriali.
- Woodworking Machinery and Systems: Macchine per la lavorazione del legno.[6]

## Dürr in Italia
CPM S.p.A. è la principale società italiana del Gruppo Dürr per quanto riguarda il settore del Final Assembly con sede a Beinasco (TO). Tra i suoi clienti si possono trovare importanti aziende del settore Automotive, come FCA, CNH e Ford. Per quest'ultima è stata realizzata presso lo Stabilimento Ford CAP di Chicago, Illinois, la linea di assemblaggio per il lancio della sesta generazione del modello Ford Explorer e per la seconda del Lincoln Aviator.
OLPIDÜRR S.p.A. è la principale società italiana del Gruppo Dürr di engineering ed impiantistica per la verniciatura, il lavaggio industriale e i sistemi di trattamento aria con sede a Novegro di Segrate. Tra gli impianti nel settore automotive realizzati in italia troviamo la linea di verniciatura delle cabine dell'autocarro Iveco Eurocargo, realizzate nello stabilimento di Brescia.
VERIND S.p.A. è un'altra società italiana del Gruppo Dürr, con sede a Rodano (MI).
La sua attività di engineering ed impiantistica è rivolta in particolare al ramo APT (Tecnologia di Applicazione) sia nel settore Automotive sia General Industry ed è specializzata anche nella progettazione ed impiantistica di sistemi per il trattamento delle acque e dei reflui di produzione.
Tra gli impianti nel settore automotive realizzati in Italia troviamo la linea di verniciatura presso lo stabilimento Ferrari Maranello (MO), realizzata nel 2002.